# Werner Müller
Werner Müller (Berlín, 2 de agosto de 1920-Colonia, 28 de diciembre de 1998) fue un autor, compositor, director de orquesta y arreglista alemán de gran fama durante las décadas de 1950 y 1960 con su orquesta de swing, especialmente conocido en Japón.

## Carrera
En 1946 Müller tocó con la orquesta de Kurt Widmann en la banda más exitosa de Berlín. En 1949 Müller, con 30 años de edad, inicia sus actuaciones en la RIAS de Berlín. Su éxito consistió en hallar la fórmula de un «swing encadenado».
Fue responsable del concertino de RIAS Tanzorchesters Hans-Georg Arlt con 18 cadenas de radiales.
Después de 18 años en Berlín, se mudó a Colonia, donde realizó las actuaciones de WDR y actuó en televisión.

## Discografía
- „Blende auf“ — Werner Müller und das RIAS-Tanzorchester, Bear Family Records BCD 16215 AH
- „Die großen deutschen Tanzorchester — Werner Müller und das RIAS Tanzorchester“
- „Percussion In The Sky (1962) / Wild Strings“ (1963) — Werner Müller und das RIAS Tanzorchester
- „On The Move / The Latin Splendor“ Of Werner Müller / — Werner Müller und das RIAS Tanzorchester, CDLK 4303
- „Spectacular Tangos / Gypsy!“ — Werner Müller and his orchestra, 2 LPs auf einer CD, CDLK 4318
- „On Broadway (1965) / Hawaiian Swing (1963)“ — Werner Müller and his orchestra, Vocalion (UK) CDLK 4271
- „Germany / Vienna (1969)“ — Werner Müller and his orchestra Vocalion (UK) CDLK 4339
- „Tanzen mit — Werner Müller und dem WDR-Tanzorchester“ — Delta Music, CD
- „Keep Smiling“ — Werner Müller, Jazz Club, CD
- „The Golden Sound of Werner Müller“, Werner Müller und sein Orchester, CD, Teldec Polygram 1984, 8.25779 ZP

## Música de películas
- 1952: Ideale Frau gesucht
- 1953: Hollandmädel
- 1955: Ein Herz voll Musik
- 1955: Ja, ja die Liebe in Tirol
- 1956: Die Christel von der Post
- 1957: Hoch droben auf dem Berg
- 1957: Das Mädchen ohne Pyjama
- 1959: Du bist wunderbar
- 1961: Drei Mann in einem Boot